# 33B突撃歩兵砲
33B突撃歩兵砲（ドイツ語：Sturminfanteriegeschütz 33B）とは、第二次世界大戦中のドイツで開発された突撃砲である。
日本では33式突撃歩兵砲、III号突撃歩兵砲33など複数の表記が存在する。

## 構造
33B突撃歩兵砲は、III号突撃砲のシャーシ上に重装甲の密閉式戦闘室を設け、そこに改良された 15cm sIG 33/1 重歩兵砲を搭載したものである。主砲は中央右寄りに配置され、30発の弾薬を携行した。左右旋回角は3度で、仰角は25度、俯角は6度の範囲で可動した。
戦闘室左側に設けられたボールマウントには副武装として7.92mmMG34機関銃が装備されており、携行弾薬数は600発で、左側15度、右側20度、仰角20度、俯角10度の射界を持っていた。
戦闘室は溶接構造で、前面80ミリ、側面30ミリ、後面15ミリ、上面10ミリの装甲があった。設計はやや粗削りで、キューポラはなく車長が直接ハッチから身を乗り出す必要があり、また照準器も上面の開口部から直接突き出しているという構造であった。

## 生産
33B突撃歩兵砲の開発に当たっては、14日間で最低6両、可能であれば12両が製作できることが要求された。
生産の経緯については、ソースによって異なった説明がなされている。Chamberlain と Doyle によると、アルケット社は1941年7月に12輌のIII号突撃砲E型を突撃歩兵砲に改造するように命令を受け、これらは同年12月から翌年1月にかけて完成したものの、軍で使用されることはなかった。
1942年9月、これとは別の12輌のIII号突撃砲を33B突撃歩兵砲に改造するように再び命令が出され、既存の車両が作り直されたという。一方で Trojca と Jaugitz は、24輌の全てがIII号突撃砲B、C、D、E型を修理する形で1942年9月からアルケット社で生産されたとしている。

## 戦歴

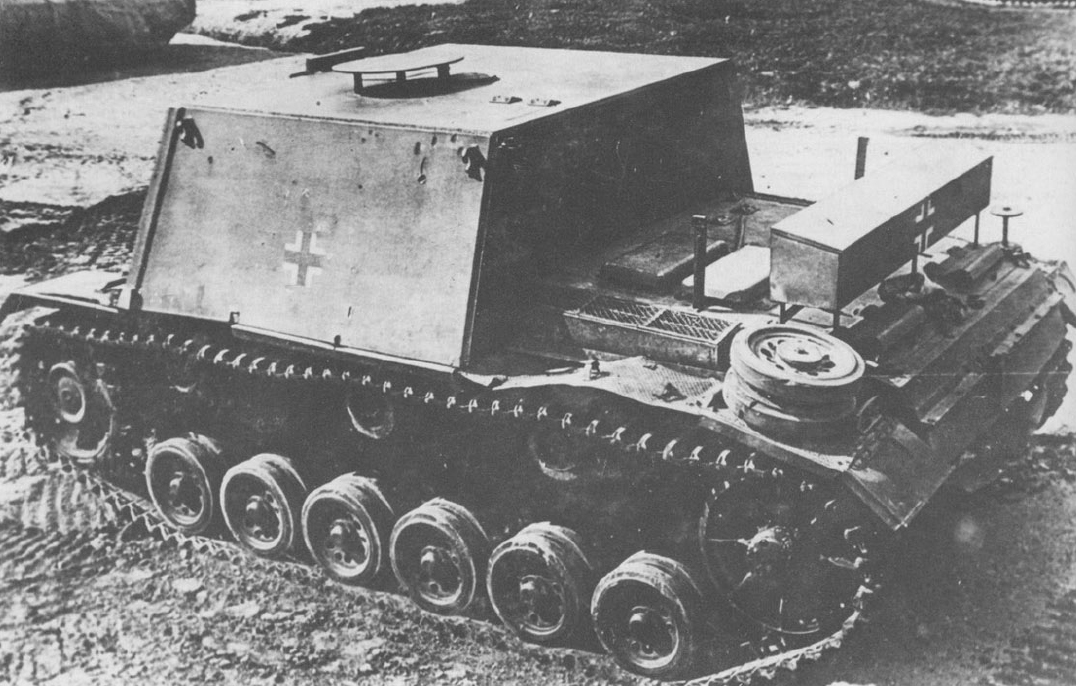
左後方から撮影された33B突撃歩兵砲
1944年、ソビエト赤軍に鹵獲された際の撮影で、戦後クビンカ戦車博物館に収蔵されていたのはこの写真の車両である

最初の12輌の33B突撃歩兵砲は1942年10月にドイツ軍に引き渡された。これらは第177突撃砲大隊と第244突撃砲大隊に配備され、スターリングラード攻防戦に投入された。
残りの12輌もスターリングラードで戦う第243突撃砲大隊と第245突撃砲大隊に配備される予定だったが、11月21日にドイツ軍第6軍がソ連軍の反攻によって逆包囲され不可能となってしまった。そのためこれらの車両で第17教導大隊・突撃歩兵砲中隊 (Sturm-Infanterie-Geschütz-Batterie/Lehr-Batallion XVII) が編成され、第22機甲師団の一員として第6軍の解放作戦に加わった。この戦いで師団は消耗し、残存していた33B突撃歩兵砲は第201機甲連隊・突撃歩兵砲中隊として第23機甲師団に再編入され、戦争の残りを戦うこととなった。
33B突撃歩兵砲について言及した最後の報告は1944年9月のもので、5輌がリストされている。